# UCN2
UCN2 (англ. Urocortin 2) – білок, який кодується однойменним геном, розташованим у людей на короткому плечі 3-ї хромосоми.  Довжина поліпептидного ланцюга білка становить 112 амінокислот, а молекулярна маса — 12 146.
| 10         |  | 20         |  | 30         |  | 40         |  | 50         |
| ---------- |  | ---------- |  | ---------- |  | ---------- |  | ---------- |
| MTRCALLLLM |  | VLMLGRVLVV |  | PVTPIPTFQL |  | RPQNSPQTTP |  | RPAASESPSA |
| APTWPWAAQS |  | HCSPTRHPGS |  | RIVLSLDVPI |  | GLLQILLEQA |  | RARAAREQAT |
| TNARILARVG |  | HC         |  |            |  |            |  |            |

A: Аланін

C: Цистеїн

D: Аспарагінова кислота

E: Глутамінова кислота

F: Фенілаланін

G: Гліцин

H: Гістидин

I: Ізолейцин

L: Лейцин

M: Метіонін

N: Аспарагін

P: Пролін

Q: Глутамін

R: Аргінін

S: Серин

T: Треонін

V: Валін

Кодований геном білок за функцією належить до гормонів. 
Секретований назовні.